# Duke Nukem Advance
Duke Nukem Advance é um jogo eletrônico portátil da série Duke Nukem. Embora seja um jogo de tiro em primeira pessoa e muitos gráficos e sons foram pegos do Duke Nukem 3D, o jogo possui uma história e fases únicas.
Quatro níveis de dificuldade podem ser selecionados no começo do jogo. É possível jogar em modo Multiplayer, requisitando uma copia do jogo para cada jogador. Uma opção para salvar o progresso aparece após o término de cada fase, com cinco espaços para salvar.

## Controle
Como o Game Boy Advance possui poucos botões, o jogo oferece quatro predefinições de controle. Os botões são de atirar, pular, andar de lados, selecionar a arma, e olhar para cima ou para baixo. Quando o jogo está pausado, é possível ver um mapa da fase. O jogador pode deslizar o mapa, assim como dar um zoom. Alguns segredos da fase podem ser descobertos simplesmente dando uma olhada no mapa.

## Recepção
Craig Harris da IGN deu ao Duke Nukem Advance uma pontuação de 9 de 10, dizendo que: "é sem dúvida o jogo de tiro em primeira pessoa mais divertido do GBA até um momento." Frank Provo da GameSpot deu ao jogo uma pontuação de 7.5 de 10, escrevendo que
"Com base em mérito técnico, Duke Nukem Advance não é nem de longe tão bom como o jogo original para PC de 1996, mas é fácilmente o melhor melhor FPS a chegar
no GBA desde o Doom." Martin Taylor da Eurogamer deu ao jogo uma pontuação de 8 de 10, dizendo que: "Ele não é do tipo que impressiona em convenções de jogos, e você
não vai ficar jogando ele por meses, mas parece bom e é um bom jogo para jogar, e isso que é o que pode ser dito para seus concorrentes.".